# Kjetil Molnes
Kjetil Molnes fue el primer vocalista de la banda Antestor, es conocido por haber sido vocalista de Antestor en los álbumes Martyrium, The Return Of The Black Death y The Defeat of satan. Hizo su debut en 1990 con Crush Evil, banda pre-Antestor, con la que grabó el demo The Defeat Of Satan. Luego del cambio de nombre grabó el siguiente demo titulado Despair utilizando el sobrenombre "Martyr". Permanece con Antestor hasta el año 2000, cuando se sustituye por Vrede (Ronny Hansen), actual vocalista de la banda.

## Discografía

### Álbumes de estudio
- 1994 - Martyrium (álbum) (Bootleg-casete)
- 1998 - The Return of the Black Death
- 2000 - Martyrium (álbum) (reedición en CD)

### Compilaciones
- 2003 - The Defeat of Satan
- 1996 - Northern Lights (Split)

### Epy Demos
- 1992 - The Defeat of Satan Demo
- 1993 - Despair Demo
- 1998 - Kongsblod Promo

- Datos: Q3815759